# Hydroptila virgata
Hydroptila virgata är en nattsländeart som beskrevs av Ross 1938. Hydroptila virgata ingår i släktet Hydroptila och familjen smånattsländor. Inga underarter finns listade i Catalogue of Life.